# Blyth Spartans Association Football Club
O Blyth Spartans Association Football Club é um clube de futebol inglês, situado na cidade de Blyth, na região metropolitana de Newcastle. Atualmente joga pela National League North, equivalente à 6ª divisão do futebol inglês.
Fundado em 1899, manda seus jogos no estádio Croft Park, com capacidade para 4.435 lugares. Suas cores são verde e branco. O clube é conhecido por ter chegado na quinta rodada (oitavas-de-final) da Copa da Inglaterra de 1977–78 e perdido no replay para o Wrexham.

## Participações na FA Cup
O Blyth Spartans já chegou na primeira rodada real da FA Cup 31 vezes; na segunda rodada, 14 vezes; na terceira rodada, 4 e apenas uma vez na quarta e na quinta rodadas.
Em 1971–72, o Blyth chegou à terceira rodada e empatou em casa por 2-2 com o Reading. No replay, em Reading, o time da casa eliminou os Spartans com uma vitória grandiosa por 6-1.
Em 1977-78, venceu Chesterfield e Stoke City antes de encontrar o Wrexham na quinta rodada. Após um empate em 1-1 que ocorreu com uma decisão duvidosa do árbitro, o jogo foi para o replay no estádio do Newcastle United, já que não seria seguro e o público era muito grande para o Croft Park. Com um público de 42,167 pessoas, o Wrexham conseguiu uma vitória e eliminou os Spartans da competição.
Na temporada 2008–09, chegou novamente à terceira rodada da FA Cup após 30 anos, onde enfrentaria o Blackburn Rovers. O time verde e branco resistiu por 59 minutos às tentativas de ataque dos Rovers, sofrendo uma derrota por apenas 1-0, sendo o gol marcado pelo chileno Carlos Villanueva.
Em 2014–15, o Blyth chegou mais uma vez à terceira rodada da FA Cup, passando confortavelmente pelo Altrincham em casa na primeira rodada com uma vitória de 4-1 e conseguindo uma vitória de virada no último minuto fora de casa contra o Hartlepool United. O sorteio levou o time do Birmingham City, da segunda divisão (e, portanto, cinco divisões acima), para os alviverdes. O Blyth Spartans chegou a abrir 2-0 no primeiro tempo com dois gols de Robbie Dale, mas sofreu a virada em seis minutos inspirados do time de Birmingham, que eliminou os nortistas por 3-2.

## Elenco atual
9 de setembro de 2021

Nota: Bandeiras indicam equipe nacional, conforme definido pelas regras de elegibilidade da FIFA. Os jogadores podem ter mais de uma nacionalidade não-FIFA.
| N.º |                      | Posição | Jogador        |
| --- | -------------------- | ------- | -------------- |
| 1   | Inglaterra           | G       | Alex Mitchell  |
| 2   | Inglaterra           | D       | Rhys Evans     |
| 3   | República da Irlanda | D       | Michael Liddle |
| 4   | Inglaterra           | M       | Sean Reid      |
| 5   | Inglaterra           | D       | Nathan Buddle  |
| 6   | Irlanda do Norte     | D       | Jordan Watson  |
| 7   | Inglaterra           | M       | Josh Gillies   |
| 8   | Inglaterra           | M       | Jordan Hickey  |
| 9   | Inglaterra           | A       | Daniel Maguire |
| 10  | Inglaterra           | M       | JJ O'Donnell   |
| 11  | Inglaterra           | A       | Robert Dale    |
| 12  | República da Irlanda | D       | Karl Bryne     |

| N.º |              | Posição | Jogador                                     |
| --- | ------------ | ------- | ------------------------------------------- |
| 14  | Inglaterra   | A       | Lewis McNall                                |
| 15  | Inglaterra   | A       | Corey McKeown                               |
| 16  | Inglaterra   | M       | Cameron Painter                             |
| 17  | Inglaterra   | M       | Nicky Deverdics                             |
| 18  | Inglaterra   | D       | Toby Lees                                   |
| 19  | Inglaterra   | M       | Connor Thomson                              |
| 20  | Inglaterra   | A       | Jamie Clark                                 |
| 21  | Inglaterra   | D       | Ben Milburn                                 |
| 22  | Inglaterra   | G       | Alex Curran                                 |
| 23  | Inglaterra   | D       | Aaron Cunningham                            |
| 24  | Guiné-Bissau | A       | Sado Djalo                                  |
| 25  | Inglaterra   | D       | Patrick Almond (emprestado pelo Sunderland) |

## Títulos
- Debenhams Cup: 1978
- East Northumberland League: 1903–04, 1905–06, 1906–07
- Northern Alliance League: 1908–09, 1912–13
- North Eastern League: 1935-36
- North Eastern League Cup: 1950-55
- Northern League: 1972–73, 1974–75, 1975–76, 1979–80, 1980–81, 1981–82, 1982–83, 1983–84, 1986–87, 1987–88
- Northern Cup: 1972–73, 1977–78, 1978–79, 1984–85, 1991–92
- Northern Premier League: 2016-17
- Northumberland Senior Cup: 1914, 1915, 1932, 1934, 1935, 1936, 1937, 1952, 1955, 1959, 1963, 1972, 1974, 1975, 1978, 1981, 1982, 1985, 1992, 1994, 2015
- Northumberland Minor Cup : 1905-06
- Cairns Cup: 1905–06, 1906–07
- Tynemouth Infirmary Cup: 1908–09, 1909–10, 1932–33
- Tyne Charity Shield: 1913–14, 1925–26
- Northumberland Aged Miners Homes Cup: 1909–10, 1911–12, 1919–20, 1936–37, 1938–39
- Northumberland Aged Miners Homes Cup: 1920-21
- J.R. Cleator Memorial Cup: 1982, 1983, 1984, 1988, 1992
- Beamish Trophy: 1993, 1994, 1995, 1997
- UniBond Premier Division Champions: 2005-06
- UniBond First Division Champions: 1994-95
- UniBond Presidents Cup: 1996-97
- UniBond Chairman's Cup: 2005-06
- Peter Swailes Memorial Shield: 2005-06
- South Tyneside Football Benevolent Fund Gazette Cup: 1995-96
- Radio Luxemburg Trophy: 1977-78
- Texo Challenge Trophy: 2019-20

## Treinadores
| Entrou em | Saiu em | Treinador       |
| --------- | ------- | --------------- |
| 1933      | 1937    | Ernie Hoffman   |
| 1937      | 1938    | Billy Hogg      |
| 1948      | 1953    | Mark Lawton     |
| 1953      | 1954    | Tom Blenkinsopp |
| 1954      | 1959    | Dougie Wright   |
| 1959      | 1967    | Jim Turney      |
| 1967      | 1967    | Tony Knox       |
| 1968      | 1970    | Jackie Marks    |
| 1970      | 1972    | Allan Jones     |
| 1972      | 1974    | Billy Bell      |
| 1974      | 1976    | Alan O’Neill    |
| 1977      | 1978    | Brian Slane     |
| 1978      | 1981    | Jackie Marks    |
| 1981      | 1982    | Bob Elwell      |
| 1983      | 1983    | John Connolly   |
| 1984      | 1984    | Mick Dagless    |
| 1984      | 1985    | Peter Feenan    |

| Entrou em | Saiu em | Treinador                  |
| --------- | ------- | -------------------------- |
| 1986      | 1988    | Jim Pearson                |
| 1988      | 1988    | Dave Clarke                |
| 1989      | 1990    | Tommy Dixon                |
| 1990      | 1993    | Ronnie Walton              |
| 1993      | 1994    | Peter Feenan               |
| 1994      | 1995    | Harry Dunn                 |
| 1995      | 1995    | Tony Lowery/David McCreery |
| 1995      | 1997    | Peter Harrison             |
| 1997      | 1998    | John Burridge              |
| 1998      | 1998    | Alan Shoulder              |
| 1999      | 1999    | John Gamble                |

| Entrou em | Saiu em    | Treinador      |
| --------- | ---------- | -------------- |
| 1999      | 2000       | Mick Tait      |
| 2002      | 2002       | John Charlton  |
| 2003      | 2004       | Paul Baker     |
| 2004      | 2009       | Harry Dunn     |
| 2009      | 2011       | Mick Tait      |
| 2011      | 2011       | Steve Cuggy    |
| 2011      | 2012       | Tommy Cassidy  |
| 2012      | 2013       | Paddy Atkinson |
| 2013      | 2016       | Tom Wade       |
| 2016      | 2019       | Alun Armstrong |
| 2019      | 2020       | Lee Clark      |
| 2020      | 2021       | Michael Nelson |
| 2021      | Atualmente | Terry Mitchell |